# Convention du Morne-Rouge
La convention du Morne-Rouge est une convention politique qui réunit les partis communistes des quatre départements d'outre-mer français de l'époque les 16, 17 et 18 août 1971 au Morne-Rouge, en Martinique. La déclaration finale affirme la faillite de la départementalisation et pose la nécessité d'une autonomie politique pour les quatre territoires de la Guadeloupe, la Guyane, la Martinique et La Réunion, qui seraient amenés à devenir des États autonomes tout en continuant à bénéficier des aides financières de la France métropolitaine.

## Participants

### Martinique
- Camille Darsières

### La Réunion
- Lucien Biedinger
- Élie Hoarau
- Rolland Mallet
- Antoine Minatchy
- Bruny Payet
- Paul Vergès

## Annexe